# Garnizon Suwałki

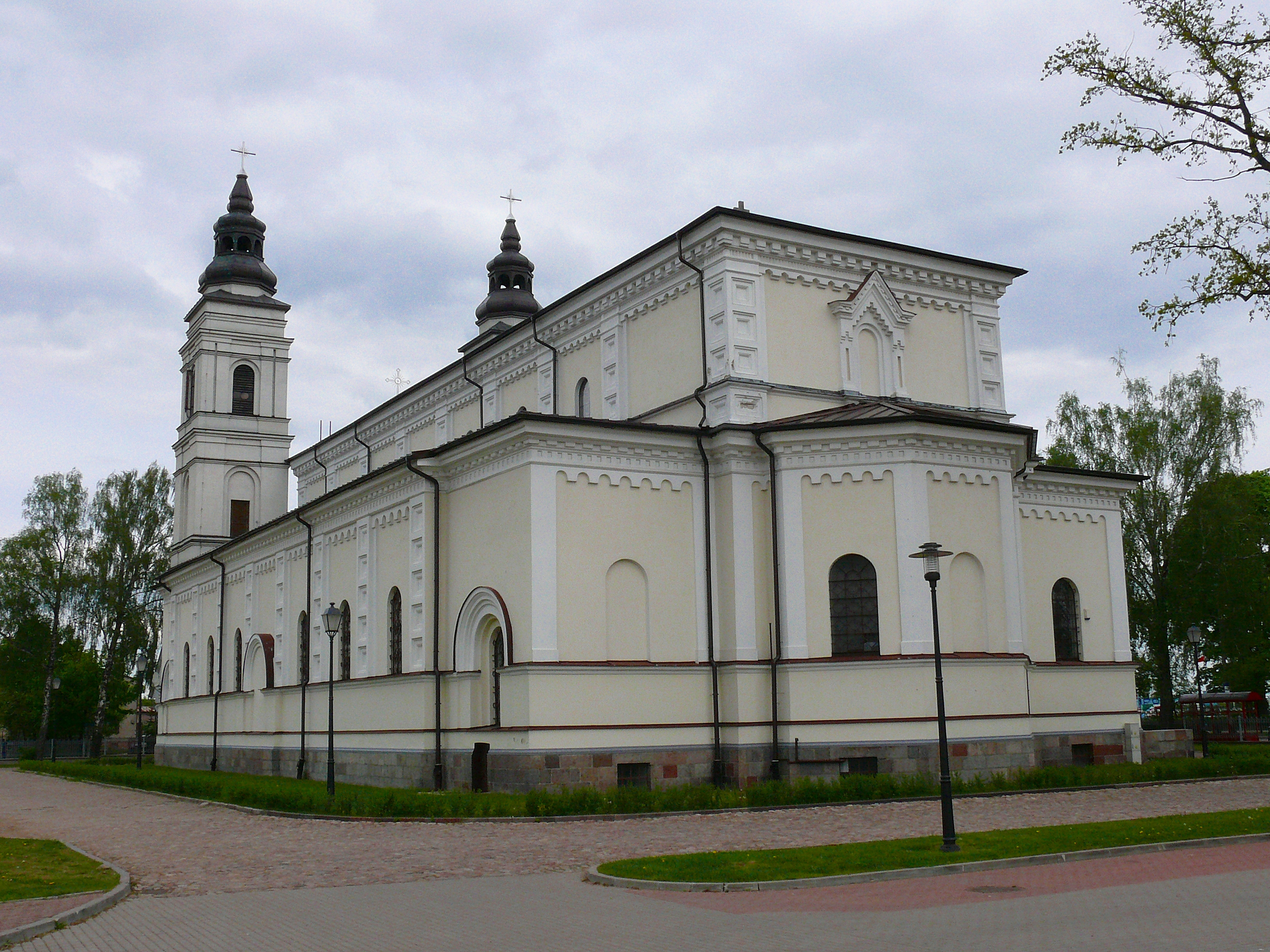
Kościół garnizonowy (rzymskokatolicki)

Garnizon Suwałki – garnizon wojskowy Rzeczypospolitej, a w okresie zaborów garnizon wojsk rosyjskich.
Rozporządzeniem Ministra Obrony Narodowej z 10 sierpnia 2022 w sprawie utworzenia, przekształcenia i zniesienia garnizonów oraz określenia zadań, siedzib i terytorialnego zasięgu właściwości ich dowódców, określono  terytorialny zasięg Garnizonu Szczecin. Obejmuje on (2022) miasto Suwałki i powiaty: augustowski, sejneński oraz suwalski.

## Garnizon carski
W okresie powstania styczniowego w mieście kwaterowało 2301 żołnierzy z 30 Dońskiego pułku kozaków, 36 Dońskiego pułku kozaków, 2 Dońskiej rezerwowej baterii artylerii, komendy żandarmerii, komendy inwalidów, komendy służby szpitalnej, służby magazynowej, służby przy koszarach zimowych oraz żołnierzy nieograniczenie urlopowanych i dymisjonowanych. Mieściły się tutaj m.in. komenda naczelnika Wojennego Oddziału Augustowskiego, komenda żandarmerii guberni augustowskiej, komenda miasta, suwalska komenda etapów, komisja wojenno-sądowa, komisja wojenno-śledcza, naczelnik wojennej policji. W 1864 kwaterowało też dowództwo i I batalion 9 Sibirskiego pułku grenadierów, III batalion 117 Jarosławskiego pułku piechoty. Na przełomie 1864 i 1865 w garnizonie rozlokowana była część 11 Fanagorijskiego pułku grenadierów.
Na początku lat 70. XIX w. w Suwałkach utworzono 55 Suwalski batalion guberniany. W mieście stacjonowały też oddziały 3 Dywizja Grenadierów. Prawdopodobnie w 1875 stacjonował tu także 3 Lotny Oddział z Wierzbołowskiej Brygady Straży Pogranicznej.
W 1857 w Suwałkach rozpoczęto budowę trzech kompleksów koszarowych. Ich budowa trwała praktycznie aż do wybuchu I wojny światowej. Największy kompleks, realizowany od 1887 do 1906 o powierzchni 61,16 ha, usytuowano w południowej części miasta, przy ul. Augustowskiej. Pobudowano tu około 80-90 obiektów, z czego kilkanaście piętrowych budynków koszarowych oraz mniejsze - gospodarcze i funkcyjne. Pierwszy etap przewidywał budowę koszar dla 19 i 20 pułku strzelców. Po zakończeniu budowy, jesienią 1890, pułkowe koszary zajmowały prostokątny plac o wymiarach ok. 256 x 597 m, położony w niewielkiej odległości od rogatki augustowskiej, na lewo od szosy do Augustowa. Budynki obu pułków ulokowano symetrycznie po obu stronach placu ćwiczeń, znajdującego się w środkowej części kompleksu. Każdy pułk dysponował ośmioma parterowymi drewnianymi koszarowcami, ustawionymi po cztery w dwóch prostopadłych do ulicy rzędach. Między rzędami budynków rot znajdowały się budynek kancelarii, dwa obiekty przeznaczone na kuchnie i stołówki oraz budynek oddziału szkolnego. Wzdłuż wschodniego krańca koszar stały warsztaty, magazyny na sprzęt obozowy, magazyn broni, magazyn amunicji, stajnia, wozownia, piwnica na jarzyny, latryna oraz wspólne dla obu pułków kuźnia i murowana piekarnia.
Kolejny etap, wznoszenie murowanych koszar dla 17 i 18 pułku strzelców, zapoczątkowano w 1896. Większość robót została ukończona jesienią 1899, a w kolejnych latach wznoszono położone po przeciwnej do koszar stronie szosy augustowskiej budynki przeznaczone na mieszkania oficerów 19 i 20 ps, brygadowe kasyno oficerskie, lodownię przy kasynie, łaźnię oficerską z pralnią oraz inne mniejsze obiekty. W 1906 w tym rejonie wybudowano cerkiew św. Aleksandra Newskiego z budynkami plebanii oraz przylegającym do niej cmentarzem wojskowym.
W 1899 każdy z pułków dysponował trzema położonymi wzdłuż szosy murowanymi, jednopiętrowymi koszarowcami przeznaczonymi dla oddziału szkolnego, gospodarczego, a także pododdziału karabinów maszynowych, łączności i zwiadowców, stojącym między nimi dwupiętrowym obiektem oficerskim, znajdującym się w głębi kompleksu jednopiętrowym budynkiem dowództwa oraz dwoma dwupiętrowymi obiektami batalionowymi oraz mniejszymi budynkami funkcyjnymi. W tym samym czasie wzniesiono garnizonowy lazaret, w którego skład weszły trzy jednopiętrowe obiekty murowane i kilka mniejszych funkcyjnych, położonych na południowym krańcu kompleksu.
W 1883 w Suwałkach rozlokowano 3 i 4 baterię artylerii konnej (od 1896 – 2 dywizjon artylerii konnej). Prawdopodobnie kwaterowały one w tzw. koszarach artyleryjskich, budynkach należących do Hirsza Dawida Oppenheima, znajdujących się przy północnym krańcu Prospektu Petersburskiego.
W 1898 rozpoczęto budowę koszar „kawaleryjskich” dla 4 (?) pułku dragonów. Ich pojemność miała wynosić około 100 ludzi i 710 koni.
W 1900 wybudowano dla 2 Lejb-Huzarskiego pułku Imperatora Aleksandra III cerkiew św. Jerzego Zwycięzcy przy ul. Sejneńskiej, a w 1907 dla 5 Brygady Strzelców cerkiew prawosławną św. Aleksandra Newskiego. Ta ostatnia mogła ona pomieścić około 2 000 wiernych.
W 1907, w pobliżu koszar 20 pułku strzelców, odsłonięto pomnik byłego dowódcy pułku i bohatera obrony Port Artur w czasie wojny rosyjsko-japońskiej gen. Romana Kondratienki.
W carskim garnizonie stacjonowały między innymi
Sztab 5 Brygady Strzelców
- 17 pułk strzelców
- 18 pułk strzelców
- 19 pułk strzelców
- 20 pułk strzelców
- 5 dywizjon artylerii

Sztab 2 Dywizji Kawalerii
- sztab 1 Brygady Kawalerii
- 2 pułk dragonów
- sztab 2 Brygady Kawalerii
- 2 pułk huzarów

## Garnizon Wojska Polskiego II RP

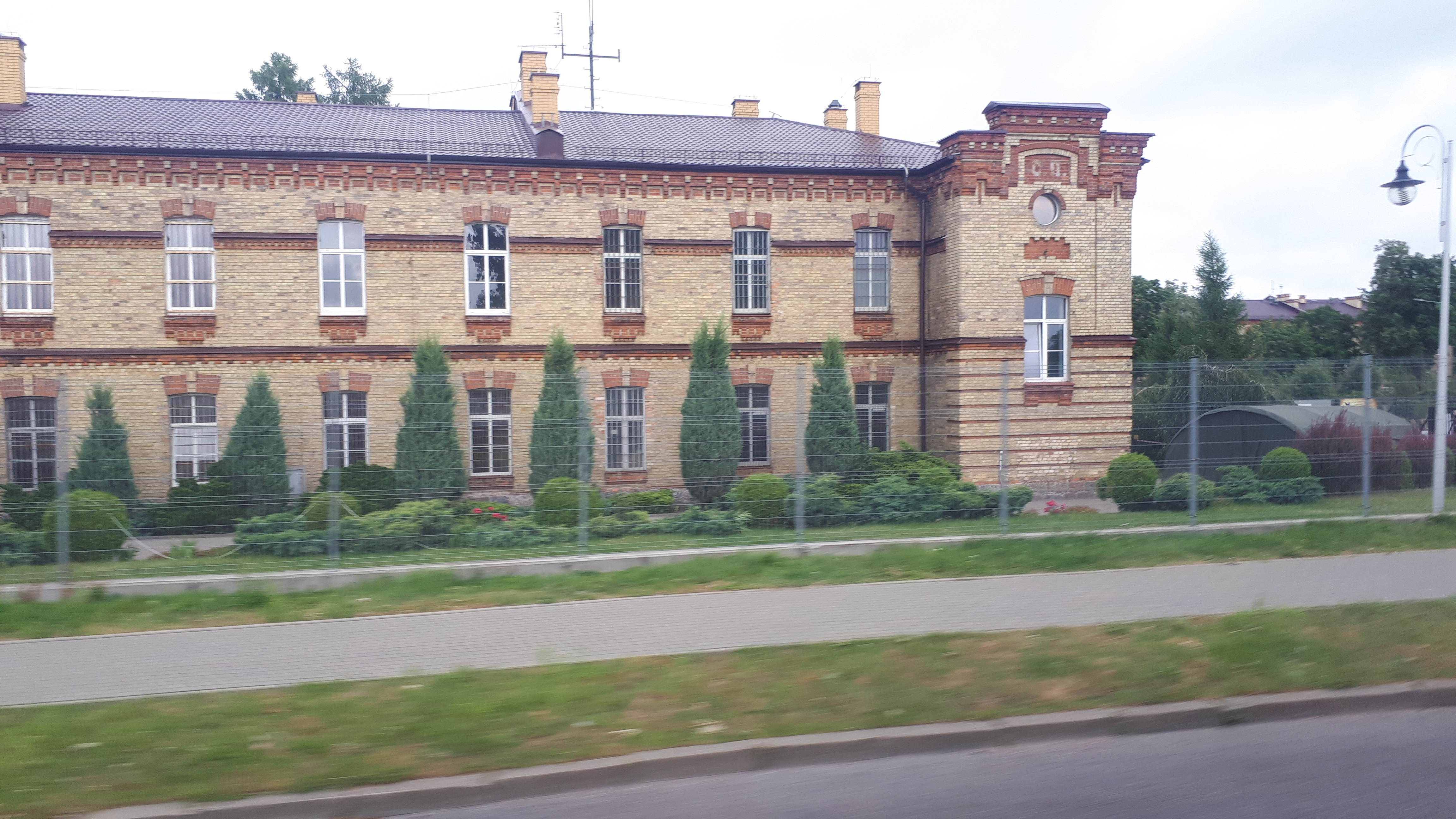
Budynek koszarowy

Prestiż miasta w okresie II Rzeczypospolitej podnosił fakt, że było ono garnizonem wojskowym. Po utworzeniu 29 batalionu KOP garnizon stał się garnizonem typu II, tj. złożonym z jednostek wojska oraz KOP. Suwałki były miastem o mieszanej pod względem narodowościowym i religijnym ludności, liczącym przed wojną ok. 24 tysiące mieszkańców.
Po przejściu jednostek Wojska Polskiego na stopę pokojową, w garnizonie stacjonowało dowództwo i oddziały brygady kawalerii, batalion Korpusu Ochrony Pogranicza, dywizjon artylerii, jednostka żandarmerii i posterunek meteorologiczny. Zasadniczą jednostką garnizonu był 41 Suwalski pułk piechoty. 
Garnizon dysponował trzema porosyjskimi kompleksami koszarowymi. Przy szosie do Augustowa usytuowany był kompleks, który na początku lat 20. XX w. nazwano Koszarami im. Tadeusza Kościuszki. W nich 21 budynków zajmował 41 pułk piechoty, a 11 budynków 4 dywizjon artylerii konnej. W kompleksie tym znajdowały się też: strzelnica, gazownia, areszt, łaźnia i piekarnia garnizonowa.
Po objęciu administrowania koszar przez władze polskie, stwierdzono konieczność przeprowadzenia gruntownych remontów. Rozpoczęto je jednak dopiero na przełomie lat 20. i 30. Skupiono się na poprawie funkcjonowania bazy szkoleniowej, warunków socjalnych, a także na estetyce budynków. Prace modernizacje realizowano sukcesywnie do końca lat 30. Najlepsze warunki lokalowe miały pododdziały 41 pułku piechoty i I/29 pap. W połowie lipca 1934 oddano do użytku zbudowaną przez żołnierzy bocznicę i rampę kolejową w koszarach 41 pułku piechoty. W lipcu 1933 pionierzy pułku rozpoczęli budowę kąpieliska na Stawie Arkadia.

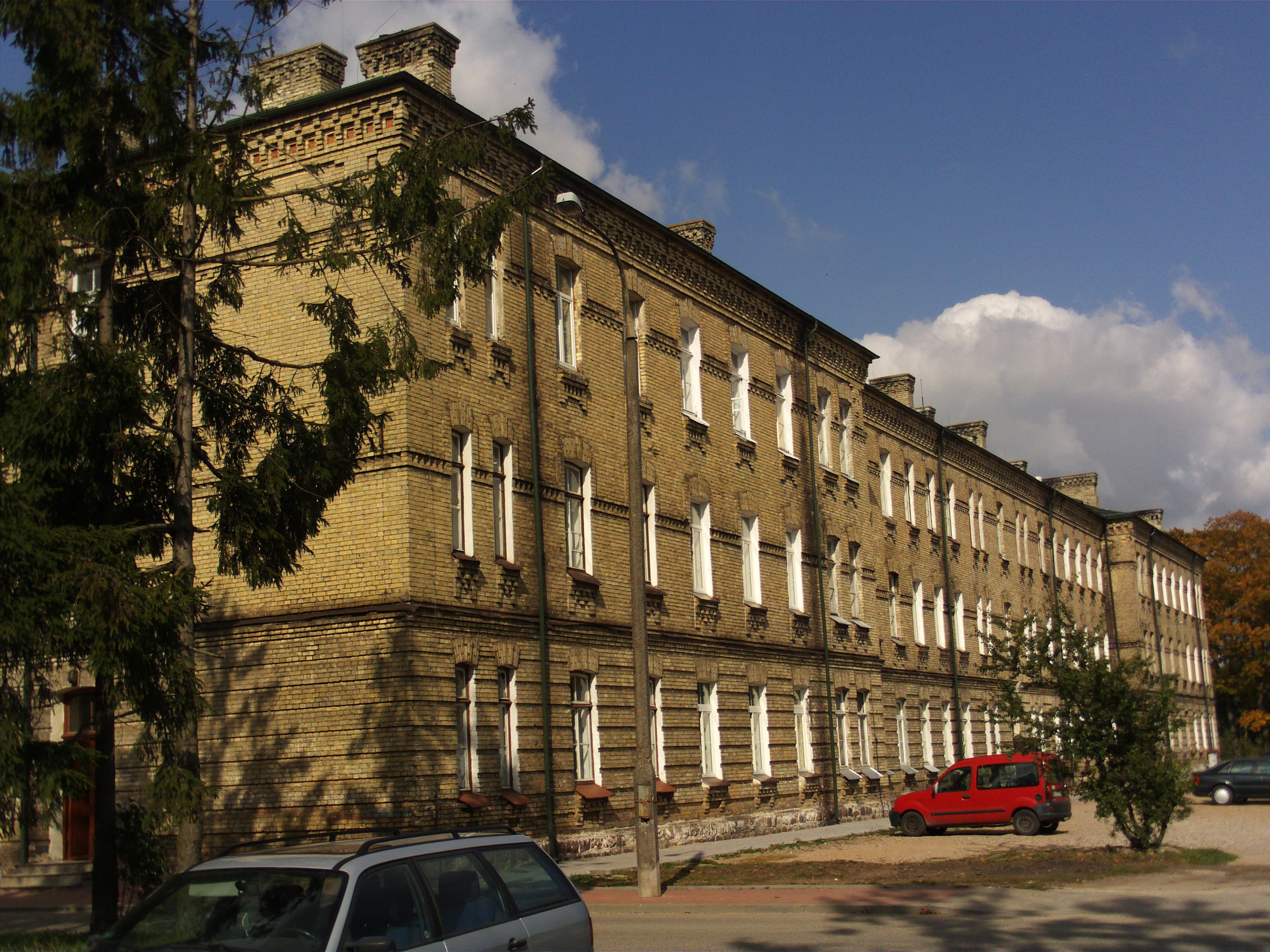
Dom mieszkalny kadry

Kolejnym kompleksem były Koszary Dwernickiego. Były to duże porosyjskie koszary kawaleryjskie o pojemności 1000 ludzi i 710 koni. Położone były w rejonie ulic: Pułaskiego – Podhorskiego – Modrzewiowej – Świerkowej. Stan koszar w 1921 był jednak zaledwie dostateczny, pięć budynków było spalonych, a kilkanaście wymagających gruntownego remontu. Stacjonował tam krótko 24 pułk piechoty, a od 1921 do wybuchu wojny 2 pułk Ułanów Grochowskich. Po remoncie warunki kwaterunkowe poprawiły się znacznie. W skład kompleksu wchodziły między innymi trzy dwuszwadronowe koszarowce, pięć dużych stajni szwadronowych oraz kilka mniejszych, kryta ujeżdżalnia i duży dom mieszkalny dla kadry oficerskiej. Na terenie koszar odsłonięto dwa pomniki: pomnik poległych i pomnik szefa pułku. Jesienią 1931 wzniesiono reprezentacyjną bramę główną. W latach 1927–1938 kilka mniejszych budynków w północnym narożniku kompleksu użytkował batalion KOP.
W połowie 1926 przy biegnącej wzdłuż wschodniej części koszar im. Tadeusza Kościuszki linii kolejowej stanął przystanek Koszary Kościuszkowskie.
Poza budynkami koszarowymi i gospodarczymi, garnizon dysponował też placami ćwiczeń. Jednym z nich był 48 hektarowy plac położony w rozwidleniu ulic Raczkowskiej i Augustowskiej, na zachód od parafii wojskowej. W 1932 wyłączono z niego ponad 24 ha łąk, z przeznaczeniem na zamianę na „grunta prywatne między koszarami i torem kolejowym”. Miało to umożliwić połączenie koszar Kościuszki z placem ćwiczeń „Płociczno” oraz wybudowanie bocznicy kolejowej. Od 1925 wojska ćwiczyły też na garnizonowym placu ćwiczeń „Papiernia”. Był to, utworzony na terenach rozparcelowanego folwarku rządowego, obiekt o powierzchni 73,85 ha.
25 listopada 1930 wojsko przejęło od Nadleśnictwa Suwałki 351,23 ha uroczyska „Płociczno” i utworzyło tam plac ćwiczeń „Płociczno”. Kilka miesięcy później, w jego w północno-wschodniej części pobudowano strzelnicę garnizonową imienia Hetmana Żółkiewskiego. Zajmowała ona powierzchnię 43,88 ha, co umożliwiało prowadzenie strzelań bojowych do drużyny włącznie oraz szkolno-bojowych ckm na odległość 600 m.
Po 1919 została przejęta i przebudowana na kościół katolicki cerkiew prawosławna. W 1926 utworzono rzymskokatolicką parafię wojskową, a kościół św. Piotra i Pawła stał się kościołem garnizonowym. W nawie głównej świątyni ustawiały się oddziały 41 pułku piechoty, w prawej nawie − 2 pułku ułanów i 3 pułku szwoleżerów, a w lewej – żołnierze batalionu KOP, 4 dywizjonu artylerii konnej i I dywizjonu 29 pułku artylerii lekkiej. Żołnierze prawosławni uczestniczyli w nabożeństwach w cerkwi garnizonowej przy ul. Sejneńskiej, ewangelicy modlili się w kościele św. Trójcy przy ul. Kościuszki, a żołnierze wyznania mojżeszowego brali udział w nabożeństwach w synagodze przy ul. Berka Joselewicza.
W suwalskim garnizonie od grudnia 1921 działało koło Towarzystwa Wiedzy Wojskowej. Do sierpnia 1931 mieściło się w budynku Komendy Garnizonu, a później w budynku przy ul. Kościuszki 4. Znajdowały się tam czytelnie i biblioteka dla oficerów i ich rodzin. W lokalu organizowano odczyty z zakresu wojskowości, polityki światowej czy podróżnicze. W grudniu 1937 uruchomiono przeznaczone dla oficerów kursy języka niemieckiego i rosyjskiego. Naukę prowadzili nauczyciele gimnazjalni.
Żony kadry zawodowej garnizonu zrzeszały się w utworzonym 4 lutego 1925 stowarzyszeniu „Rodzina Wojskowa”. Organizacja pomagała pomagało w opiece nad dziećmi, organizowała dla nich ochronki i kolonie letnie. Starano się aktywizować panie przez pracę społeczną, kulturalno-oświatową, szkolenia oraz działalność sportową. Objęto potem aktywnością sprawy opieki zdrowotnej, samopomoc ekonomiczną oraz szkolenia obrony cywilnej, kursy sanitarne i inne. Organizowano spotkania wigilijne, dancingi, bale, z których dochód przekazywano na najbiedniejsze dzieci. We wrześniu 1929 uruchomione zostało przedszkole Stowarzyszenia dla dzieci kadry garnizonu. W lecie uruchamiano na terenie koszar 41 pułku piechoty ogródek jordanowski dla dzieci od 4 do 12 lat.
Przy ul. 3 Maja od października 1932 działał, przeznaczony tylko dla szeregowych, Dom Żołnierza. Znajdowało się w nim kino i amatorski teatr szeregowych. Wystawiano sztuki patriotyczne i dydaktyczne, na które kierowano po kilkuset widzów. Gościły tam także trupy teatralne z zewnątrz. W garnizonie działało powiatowe koło Ligi Obrony Powietrznej Państwa i powstałe w 1934 Koło Szybowcowe.
Po 1932 w obiektach po zlikwidowanej Hurtowni Państwowego Monopolu Spirytusowego przy ul. Filipowskiej zostały zakwaterowane dowództwo, pluton łączności i pluton gospodarczy batalionu KOP „Suwałki”. W początku 1939, po likwidacji batalionu, część znajdujących się obiektów przejęła Komenda Obwodu Straży Granicznej „Suwałki”.
Do władz wojskowych należał budynek komendy garnizonu (oficera komendy placu) przy ul. 3 Maja 17 (obecnie (2021) ul. Chłodna 2). Do połowy lat trzydziestych w tym samym gmachu mieściły się powiatowa komenda uzupełnień oraz Komenda Obwodu i Komenda Powiatu Przysposobienia Wojskowego (usytuowane w obiekcie sądu przy ul. Tadeusza Kościuszki 69), a także Garnizonowa Administracja Koszar w Suwałkach (w latach 1925–1929), lokal oficera inspekcyjnego garnizonu i areszt garnizonowy. W marcu 1939 przeniesiono tam także pluton żandarmerii. Ognisko Podoficerów Garnizonu Suwalskiego mieściło się przy ul. 3 Maja 9 (później przy ul. Rynkowej 18), a uruchomiony 29 października 1932 Dom Żołnierza Garnizonu funkcjonował na piętrze obiektu przy ul. 3 Maja 26.
Funkcję oficera placu (od 1 stycznia 1932 – komendanta placu) w Suwałkach pełnili: por. Bronisław Szymanowski, mjr art. Andrzej Wilk (IV 1928 – III 1929), por. Alfred Świrtun (p.o. 1929), mjr piech. Aleksander Lisowski (IV 1930 – II 1943) i rtm. adm. Tadeusz Maksymilian Roykiewicz (p.o. od II 1934 i 1935 – IX 1939).

### Jednostki garnizonu Wojska Polskiego II RP
W okresie międzywojennym w Suwałkach stacjonowały w nim między innymi:
- 41 Suwalski pułk piechoty[28] (od 2 IX 1921)[29]
- IV Brygada Kawalerii
- Brygada Kawalerii „Suwałki”
- Suwalska Brygada Kawalerii
- 2 pułk Ułanów Grochowskich[30]
- 3 pułk Szwoleżerów Mazowieckich[31]
- 4 dywizjon artylerii konnej
- I (III) dywizjon 29 pułku artylerii lekkiej
- parafia wojskowa obrządku rzymskokatolickiego
- komenda placu[d]

## Okres powojenny
- 57 pułk piechoty – ul. Augustowska
- 121 pułk artylerii lekkiej
- 49 dywizjon artylerii przeciwpancernej ze składu 22 DP (potem 18 DP) (JW Nr 2648)
- 14 Suwalski pułk artylerii przeciwpancernej
- 14 dywizjon artylerii przeciwpancernej